# Biedaczów
Biedaczów is een plaats in het Poolse district  Leżajski, woiwodschap Subkarpaten. De plaats maakt deel uit van de gemeente Leżajsk en telt 718 inwoners.